# Medalla Real al Mérito de Noruega
La Medalla al Mérito de Su Majestad el Rey (en noruego: Kongens fortjenstmedalje ) es un galardón entregado por el monarca noruego.
Fue instituido en 1908 para recompensar los logros meritorios en los campos del arte, la ciencia, los negocios y el servicio público.
El premio se divide en dos clases: Medalla de oro y Medalla de plata.
La medalla de oro se entrega por logros extraordinarios de importancia para la nación y la sociedad. La medalla de plata puede otorgarse por logros menores de importancia nacional e internacional.
La medalla como objeto, pende de una cinta con los colores del Estandarte Real de Noruega.
La medalla de oro ocupa el octavo lugar en el ranking de Órdenes y Medallas noruegas. La medalla de plata ocupa el octavo lugar de dicha lista.

## Diseño de la Medalla
- El anverso muestra la cabeza del Monarca reinante con su nombre y lema. Hasta el año 2015 ha habido tres versiones: Haakon VII (1908–1957), Olav V (1957–1991) y Harald V (desde 1991).
- El reverso lleva una corona y las palabras "KONGENS FORTJENSTMEDALJE" (Medalla Real al Mérito) junto con el nombre del condecorado grabado en el centro de la corona.
- La cinta es roja con una franja central de color amarillo.

## Enlaces
- Wikimedia Commons alberga una categoría multimedia sobre Medalla Real al Mérito de Noruega.
- La Casa Real de Noruega: Medalla al Mérito de Su Majestad el Rey